# Elbebrücke Geesthacht
Die Elbebrücke Geesthacht ist eine von zwei bestehenden festen Elbquerungen zwischen den Bundesländern Niedersachsen und Schleswig-Holstein. Sie befindet sich südwestlich der Stadt Geesthacht.
Die Elbebrücke bei Geesthacht ist eine Straßenbrücke im Zuge der für Schleswig-Holstein sehr wichtigen Nord-Süd-Verbindung B 404. Letztere wird sukzessive zur A 21 aufgewertet. Im südlichen Landesbereich erfüllt die B 404 so auch die Funktion einer weiteren Ostumgehung Hamburgs. Die Elbebrücke Geesthacht ist nach der Elbebrücke Lauenburg die jüngere von beiden Elbebrücken zwischen den Bundesländern und wurde erst nach 1960 als Balkenbrücke auf der Staustufe der Elbe als Bauwerk errichtet.
Beim Bau der Staustufe wurde schon eine Straßenbrücke über das Wehr eingeplant. Die Strompfeiler waren so breit errichtet worden, dass diese für einen Brückenbau genutzt werden konnten. Diese Maßnahmen waren vorausschauend durch die Länder Schleswig-Holstein und Niedersachsen bezahlt worden. Nach der großen Sturmflut von 1962 erwies sich eine zusätzliche Brücke über die Elbe oberhalb von Hamburg erneut als erforderlich, da die Gebiete nördlich der Elbe nur über die während der Flutkatastrophe überlastete Straßenbrücke und ein Bahngleis bei Lauenburg mit dem Rest der Bundesrepublik verbunden waren. Das Bauwerk sollte die Bundesstraße 5 in Schleswig-Holstein mit der Bundesstraße 4 in Niedersachsen verbinden. Im Herbst 1963 wurde die Bauleistung ausgeschrieben. Die neue Elbquerung wurde am 14. September 1966 eingeweiht.
Die Elbquerung besteht aus einer 175 Meter langen Brücke über den Schleusenkanal, einer etwa 550 Meter langen Dammstrecke und der 409,5 Meter langen Wehrbrücke zur Überwindung des eigentlichen Elbestromes. Auf niedersächsischer Seite schließen sich eine 237 Meter lange Vorlandbrücke und ein Damm an.
Die Wehrbrücke hat einen stählernen Überbau mit acht Öffnungen und dem Durchlaufträger als Bauwerkssystem. Die Stützweiten betragen 50,0 m, 4 × 55,0 m, 52,5 m, 50,0 m und 37,5 m bei einer Konstruktionshöhe von 2,05 m. In Querrichtung ist der Hauptträger ein einzelliger, trapezförmiger Hohlkasten mit einer 16,2 m breiten orthotropen Fahrbahnplatte. Die Längsträger sind im Abstand von 6,0 m angeordnet.
Die Schleusenbrücke hat einen Spannbetonüberbau mit sechs Öffnungen und dem Durchlaufträger als Bauwerkssystem. Die Stützweiten betragen 23,75 m, 4 × 30,7 m und 28,45 m bei einer Konstruktionshöhe von 1,6 m. In Querrichtung besteht der Querschnitt aus zwei einzelligen, trapezförmigen Hohlkästen mit einem Achsabstand von 7,5 m und einer 16,0 m breiten Fahrbahnplatte.
Südlich der Brücke mündet die B 404 in die Anschlussstelle Handorf der A 39. Extra dafür wurde die B 404 von ihrem ehemaligen Endpunkt (Einmündung in die B 4) verlängert. Zwischen ihrem neuen Ende bis Rönne kurz vor der Elbebrücke über die Elbe an der Staustufe ist sie kreuzungsfrei ausgebaut und als Kraftfahrstraße ausgewiesen.